# عوسق مرقط
عوسق مرقط (الاسم العلمي: Falco moluccensis)، يُعرف أيضًا باسم عوسق ملوكي (نسبةً لجزر الملوك). طائر جارح ينتمي إلى فصيلة الصقريات.

## التوزيع والموئل
ينتشر العوسق المرقط في جميع أنحاء إندونيسيا.
ينتشر العوسق المرقط في والاسيا وجاوة، ويقطن المراعي ذات الأشجار المتناثرة، والمزارع ذات الأشجار الخفيفة، وحواف الغابات الأولية والثانوية الطويلة. على طول طرق قطع الأشجار، يخترق الغابات أحيانًا، ويسكن أحيانًا المناطق المفتوحة داخل المناطق الحرجية. ومن المعروف أيضًا أنه يعيش في مناطق سكن البشر.
من المرجح أن يكون لديه نطاقات موئل صغيرة. يتحرك خلال المواسم الرطبة والجافة. تُستنتج هذه المعلومات من خلال مقارنة تحركات عوسق نانكين (F. cenchroides)، أقرب قريب له. من المعروف أن كلا النوعين أكثر استقرارًا عند مقارنتهما بالعوسق الشائع (F. tinnunculus).

## الوصف
يبلغ طول الصقور المرقطة من الرأس إلى الذيل 26-32 سم، ويبلغ طول جناحيها 59-71 سم. في المتوسط، يزن الصقور المرقطة 162 جرامًا.
للذكور ذيول رمادية مع شريط عريض تحت طرفِها بأطرافٍ بيضاء. للإناث أيضًا ذيول رمادية بأطراف بيضاء، على الرغم من أن لديها 9 أشرطة داكنة. تشبه صغار هذا العوسق الإناث كثيرًا، لكنها تبدو أغمق.
يشبه بيضه بيض الصقور الشائعة. يشبه لون وشكل البيضة بيضة الصقور الشرقية (الاسم العلمي:Falco severus).

## النظام الغذائي
يتغذى الصقر المرقط بشكل أساسي على الثدييات الصغيرة والطيور، وخاصة الطيور المائية والحمام والسحالي والحشرات. وغالبًا ما يصطاد في المناطق المفتوحة.

## التكاثر
يُظهر الصقر المرقط عادات تعشيش مماثلة لعادات التعشيش التي يتبناها غيره من الصقور، يستخدم الأعشاش المهجورة، وجوانب المنحدرات. وفي إندونيسيا، عُثر على أعشاش في مجموعة متنوعة من المواقع، بما في ذلك أسطح المنازل التقليدية أو في تيجان أشجار النخيل. وعادة ما تكون الأعشاش مشغولة من مارس إلى سبتمبر أو أكتوبر خلال موسم التزاوج.